# Kameno (Herceg Novi)
Pour les articles homonymes, voir Kameno.
Kameno (en serbe cyrillique : Камено) est un village du sud-ouest du Monténégro, dans la municipalité de Herceg Novi.

## Démographie

### Évolution historique de la population
| 1948 | 1953 | 1961 | 1971 | 1981 | 1991 | 2003 |
| ---- | ---- | ---- | ---- | ---- | ---- | ---- |
| 319  | 298  | 296  | 259  | 229  | 156  | 146  |